# Michael Bruno

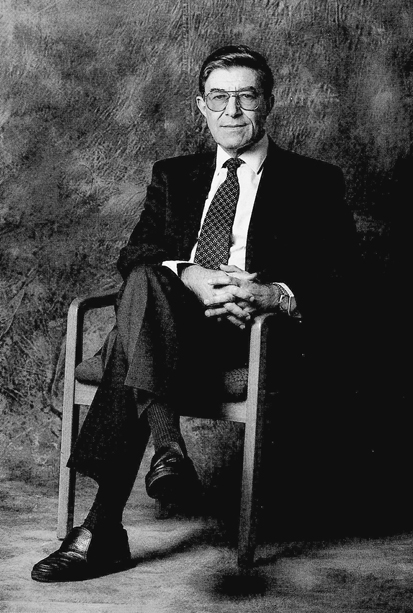
Micha Kirshner: Michael Peter Bruno (1994)

Michael Peter Bruno (hebräisch מיכאל בּרוּנוֹ; geboren 30. Juli 1932 in Hamburg; gestorben 26. Dezember 1996 in Jerusalem) war ein israelischer Ökonom.

## Leben
Michael Bruno war ein Sohn des Arztes Hans Walter Bruno und der Klavierlehrerin Lotte Samson, er hatte einen Bruder. Nach der Machtübergabe an die Nationalsozialisten 1933 flohen seine Eltern mit ihm nach Palästina.
Bruno leistete in Israel Militärdienst und begann ein Mathematikstudium an der Hebräischen Universität Jerusalem. Er setzte es an der Cambridge University fort, wo er 1956 einen Bachelor-Abschluss machte. Er wechselte zur Ökonomie und machte 1960 einen Master am King’s College (Cambridge). 1962 wurde er bei Kenneth Arrow an der Stanford University promoviert. Bruno arbeitete von 1957 bis 1965 in der Forschungsabteilung der Bank of Israel und war dort später, 1986 bis 1991, Abteilungsdirektor. Parallel dazu war er an der Universität Jerusalem ab 1963 Lecturer, 1965 Senior Lecturer, ab 1967 Associate Professor und ab 1970 Professor. 1973/75 war Bruno Forschungsdirektor am Maurice Falk Institute for Economic Research in Israel. 1975/1976 fungierte er als Chefberater im israelischen Finanzministerium. Bruno war wiederholt, 1965/66, 1970/71, 1976/77, 1981, Gastprofessor an der Harvard University und am Massachusetts Institute of Technology. Er war 1979 bis 1981 Forschungsleiter am National Bureau of Economic Research in Cambridge, Mass. 1985/86 arbeitete er für die israelische Regierung.
Seit 1993 war Bruno Chefökonom und Vizepräsident bei der World Bank in Washington.
Er wurde 1967 Fellow der Econometric Society, war seit 1975 Mitglied der American Academy of Arts and Sciences und war Mitglied der Israelischen Akademie der Wissenschaften. Er erhielt 1974 den Rothschild Foundation prize for social science und 1994 einen Israel-Preis. Bruno war von 1977 bis 1979 Präsident der Israel Economics Association und von 1992 bis 1995 der International Economic Association.
Bruno war mit Ofra Hirshenberg verheiratet, sie hatten drei Kinder, der Sohn Ido Bruno wurde Künstler und war von 2017 bis 2021 Direktor des Israel-Museums. In zweiter Ehe war Bruno mit Netta Ben-Porath verheiratet.

## Schriften (Auswahl)
- Interdependence, resource use, and structural change in Israel. Jerusalem, 1962
- Economic Development Problems of Israel 1970–1980. Santa Monica, 1970
- Protection and Tariff Change under General Equilibrium. Jerusalem, 1972
- Jeffrey D. Sachs; Michael Bruno: The Economics of Worldwide Stagflation. Cambridge, 1985
- Inflation Stabilization: The Experience of Israel, Argentina, Brazil, Bolivia, and Mexico. 1988
- Crisis, Stabilization, and Economic Reform: Therapy by Consensus. 1993